# 안녕까지 30분
《안녕까지 30분》(일본어: サヨナラまでの30分, 영어: Our 30-minute Sessions)는 2020년 1월에 개봉한 일본의 판타지, 음악, 로맨스, 드라마 영화이다. 하기와라 켄타로가 감독을 오오시마 사토미가 각본을 맡았다. 일본은 2020년 1월 24일에 대만은 2020년 7월 9일에 대한민국은 2020년 10월 14일에 개봉되었다.

## 줄거리
소타는 혼자가 좋은 사람들과 어울리지 못하는 취준생이다. 우연히 낡은 카세트테이프를 발견한 소타는 플레이 버튼을 누르게 되고 소타의 몸에는 1년전 죽은 밴드 에콜의 보컬 아키의 영혼이 들어가게 되고 이는 한쪽 테이프가 재생되는 30분 동안 지속된다는 것을 아키는 알게 된다. 이를 이용해 자신의 죽음으로 데뷔를 앞두고 해체한 밴드를 재결합하고 자신의 죽음으로 남겨진 연인 카나의 상처를 치유해 주려고 하는데...

## 출연진

### 주연
- 키타무라 타쿠미 - 쿠보타 소타 역
- 아라타 마켄유 - 미야타 아키 역
- 쿠보타 사유 - 무라세 카나 역
- 하야마 쇼노 - 야마시나 켄타 역

### 조연
- 키요하라 쇼우 - 모리 료스케 역
- 우에스기 슈헤이 - 시게타 코우키 역
- 마키세 리호 - 카나 엄마 역
- 츠즈이 미치타카 - 소타 아빠 역
- 마츠시게 유타카 - 요시이 후지오 역